# Begonia pseudodaxinensis
Espèce
Begonia pseudodaxinensis est une espèce de plantes de la famille des Begoniaceae.
Elle a été décrite en 2006 par Shin Ming Ku (2004), Yan Liu (2003) et Ching I Peng.